# Кохання гарантоване
«Кохання гарантоване» (англ. Love, Guaranteed) — американська романтична комедія 2020 року.

## Сюжет
Юрист С'юзен Вітакер подає позов проти сайту онлайн-знайомств «Love, Guaranteed», який ґрунтується на нереалістичних обіцянках онлайн-служби знайомств про гарантоване кохання до досягнення 1000 побачень. Клієнт С'юзен, Нік Еванс, вже мав 986 побачень через них, але знайти кохання йому не пощастило.

## В ролях
| Актор                   | Роль                             |
| ----------------------- | -------------------------------- |
| Рейчел Лі Кук           | С'юзен Вітакер                   |
| Деймон Веянс (молодший) | Нік Еванс                        |
| Гізер Грем              | Тамара Тейлор, власниця сайту    |
| Джед Рііс               | Білл Джонс, головний юрист сайту |
| Кейтлін Говден          | Мелані, сестра С'юзен            |
| Ліза Дурут              | Деніз, асистент С'юзен           |
| Шон Амсінг              | Роберто, асистент С'юзен         |

## Цікаві факти
Ідея фільму виникла в результаті реального судового процесу проти «Molson Coors», яка стверджувала у своїй рекламі, що їхнє пиво було зварено з використанням «чистої джерельної води «Скелястих гір».

## Сприйняття
Rotten Tomatoes дав оцінку 58 % на основі 26 відгуків від критиків і 35 % від більш ніж 250 глядачів.